# 陈裕光故居
陈裕光故居为中国近代教育家、化学家陈裕光在南京的故居，共两处，其中位于秦淮区莫愁路415号（原四根杆子）的建筑为其出生地，位于鼓楼区汉口路71号的建筑则为其1927年出任金陵大学校长后的住所，建筑为带阁楼和地下室的两层西式楼房，主入口位于东侧，现为江苏省文物保护单位。该建筑在抗战期间曾被用作侵华日军临时指挥所，后曾作为南京大学多任校长的住所，现已由其后人赠予爱德基金会并作为办公用房使用。